# デン・オブ・ギーク
デン・オブ・ギーク（Den of Geek）は、映画、テレビ、コンピュータゲーム、書籍を中心としたエンターテインメントについて扱うウェブサイト、雑誌、専門的動画コンテンツを発行するメディア会社。